# Anastathes biplagiata
Anastathes biplagiata là một loài bọ cánh cứng trong họ Cerambycidae.